# Postguerra
La postguerra és el període posterior a la guerra i es caracteritza per la crisi demogràfica, econòmica i social que ha causat el conflicte precedent. A Espanya se sol associar a les dècades posteriors a la guerra civil espanyola, mentre que a Europa usualment s'empra per designar l'època immediatament posterior a la Segona Guerra Mundial. L'inici de la postguerra està lògicament marcada per l'acabament de la guerra però el seu final es dilueix en el temps si continua la pau (si s'inicia un altre enfrontament armat, no es pot parlar ja de postguerra).